# Aliança Popular Unida
L'Aliança Popular Unida (portuguès: Aliança Popular Unida, APU) va ser una aliança política a Guinea Bissau. Era formada pel Partit Popular Guineà (PPG) i l'Aliança Socialista de Guinea (ASG).
Es va formar a principis de 2004 amb la finalitat de presentar-se les eleccions parlamentàries de març de 2004. Va obtenir l'1,36% dels vots i va obtenir un sol escó, ocupat per Fernando Gomes de l'ASG. Es va dissoldre a la fi de 2004 i Gomes es va unir al Partit Africà per la Independència de Guinea i Cap Verd.